# Komodoški varan
Komodoški varan (znanstveno ime Varanus komodoensis), znan tudi kot komodoški zmaj, je vrsta kuščarja, ki živi na otokih Komodo, Rinca, Flores, Gili Motang in Gili Dasami v osrednji Indoneziji.

## Opis
Je največji kuščar na svetu. Odrasli osebki merijo do 2-3 metre v dolžino in tehtajo okoli 70 kilogramov. To nenavadno velikost pripisujemo dejstvu, da na otokih, kjer živi, ni drugih plenilcev, ki bi predstavljali kompeticijo za to ekološko nišo (t. i. otoški gigantizem), pa tudi počasni presnovi teh živali. Zaradi velikosti so komodoški varani na vrhu prehranjevalne verige in so dominantna vrsta v ekosistemu, kjer živijo. Čeprav so večinoma mrhovinarji, občasno plenijo druge živali, med njimi nevretenčarje, ptice in sesalce. Lovijo iz zasede. Njihova slina vsebuje več sevov zelo virulentnih bakterij. Tudi če plen med napadom samo poškodujejo, le-ta umre v roku enega tedna zaradi sepse, nakar ga najdejo s pomočjo dobro razvitega voha in požrejo ostanke.
Parijo se med majem in avgustom. Samice avgusta odložijo do 20 jajc v zapuščena gnezda velenogih kur in jih valijo sedem do osem mesecev. Mladiči se izvalijo aprila, ko imajo na voljo največ žuželk, s katerimi se prehranjujejo. Živijo v drevju, s čimer se izognejo plenilcem in kanibalističnim odraslim. Samice se lahko razmnožujejo tudi partenogenetsko, z izleganjem neoplojenih jajc. Mladiči odrastejo v treh do petih letih, celotna življenjska doba pa lahko znaša tudi do 50 let.

## Ogroženost in varstvo
Zaradi velikosti in slovesa nevarnega plenilca so komodoški varani priljubljeni v živalskih vrtovih. V divjini je njihovo območje razširjenosti že precej skrčeno zaradi človekove aktivnosti, zaradi česar so uvrščeni na Rdeči seznam IUCN kot ranljiva vrsta. Pravno jih ščiti indonezijski zakon o varovanju narave, na Komodu pa je za njihovo varstvo vzpostavljen tudi nacionalni park.